# جونکو شیماکاتا
جونکو شیماکاتا (انگلیسی: Junko Shimakata؛ زادهٔ ۱۲ اوت ۱۹۶۷) صداپیشگی در ژاپن اهل ژاپن است.